# Akounougbé
Akounougbé  est une localité du sud-est de la Côte d'Ivoire, et appartenant au département d'Adiaké, Région du Sud-Comoé. La localité d'Akounougbé est un chef-lieu de commune. 
Les Adjomolais sont des Ehotilé et leur langue est le Betibé, mais l'Agni est constamment parlé car ce vaillant peuple a été combattu par les Agni Bafrè, en 1715. Vaincus, les Ehotilés délaissèrent leurs Îles de Monobaha pour s'installer à Bianou. C'est sur la conduite du roi Ahuakan, après plusieurs négociations avec le roi Amon N'douffou Kpangni de Krindjabo, que le peuple Ehotilé fonda les villages d'Etuéboué, et par la suite certains villages comme le village Akounougbé. 

## Langue
D'origine Ehotilé, la langue parlée dans le village est l'Agni. Néanmoins, une formation est organisée pour amener ceux qui désirent connaitre la langue des ancêtres à pouvoir le faire. 

## Populations
Les ressortissants d'Akounougbé sont appelés Adjomolais(es).

## Quartiers / Secteurs
Le village est subdivisé en Cinq (5) secteurs :  
- Tiba-Moleba ;
- Affian ;
- Ezoukouanzon ;
- Tiba-Beniankounou ;
- Duékoué (appelé communément Dokoï par les villageois). Le dernier tire son nom d'un quartier d'Abidjan appelé Duékoué.

## Moyen de Transport

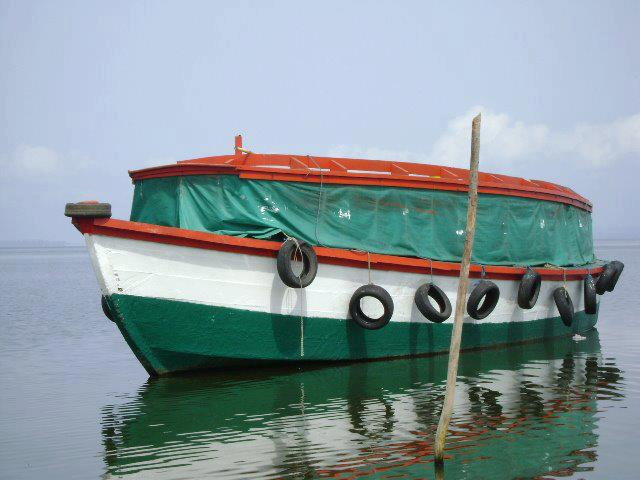
Pinasse d'Akounougbé (Moyen de transport - voie lagunaire)

La localité d'Akounougbé est un chef-lieu de commune auquel on peut accéder par voie lagunaire, terrestre, ou aérienne en Hélicoptère.
La pinasse permet à la population de faire la navette entre le village et la ville d'Adiaké qui est un département du sud-est de la Côte d'Ivoire. L'autre grande ville proche du village est Aboisso. Le déplacement vers cette ville se fait par le biais d'un véhicule.

## Les différents chefs du village
| N° | Identité             |
| -- | -------------------- |
| 1  | ASSAMOI Assemian     |
| 2  | KOUAME Koutoua       |
| 3  | BOSSON Désiré        |
| 4  | AKANE Amouchia Kodjo |
| 5  | ASSEMIAN Kpanhi II   |

## Personnalités

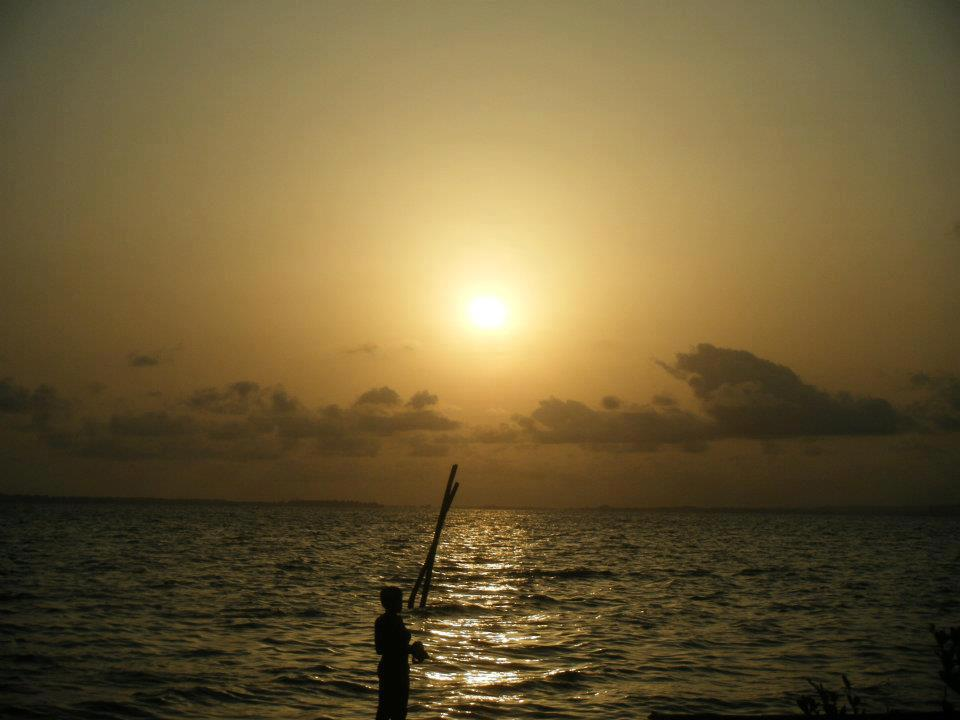
Coucher du soleil à Akounougbé

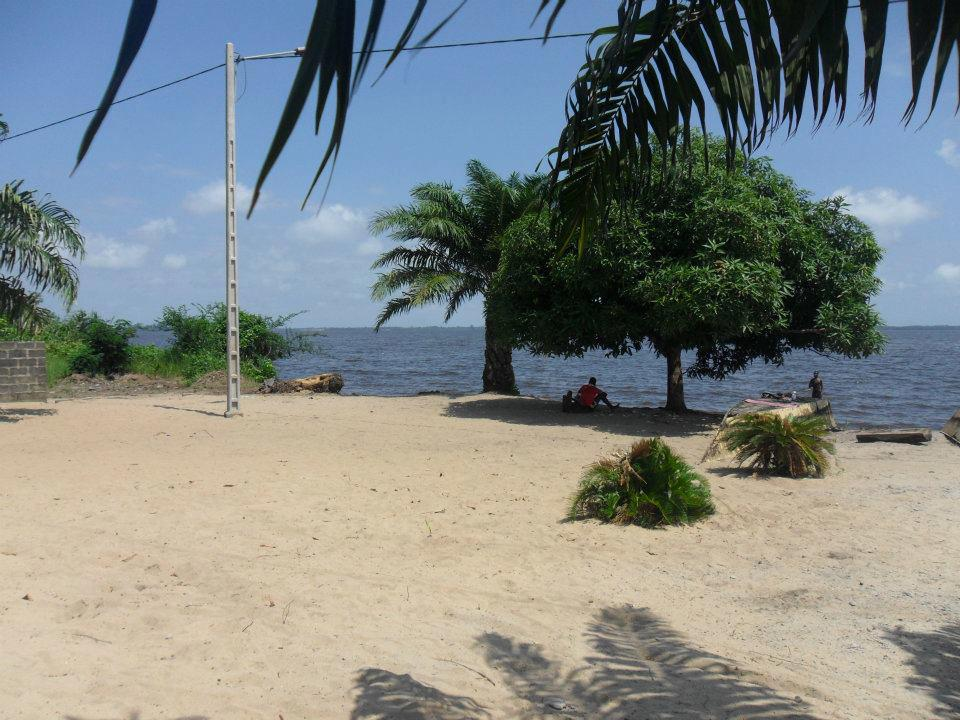
vue de l'ancienne plage du village

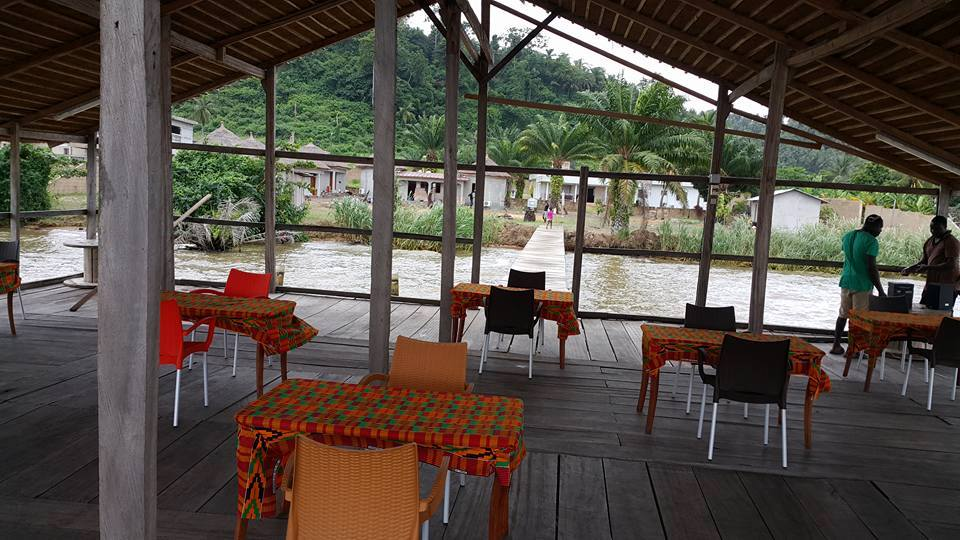
Restaurant sur pilotis

- N'ZAI Koutoua dit Ministre ;
- ASSAMOI Assemian ;
- ASSAMOI Bosson Désiré ;
- KOUAME Koutoua ;
- ASSEMIAN Ernest ;
- ADOU Koutoua ;
- N'ZAI Assamoi Gervais
- N'ZAI Aka Hervé
- Pr Angoua Adjè ;
- Dr Bilé  Vincent.
- Jorès N'ZAI